# Pogonatum subfuscatum
Pogonatum subfuscatum là một loài Rêu trong họ Polytrichaceae. Loài này được Broth. miêu tả khoa học đầu tiên năm 1929.